# Tor główny

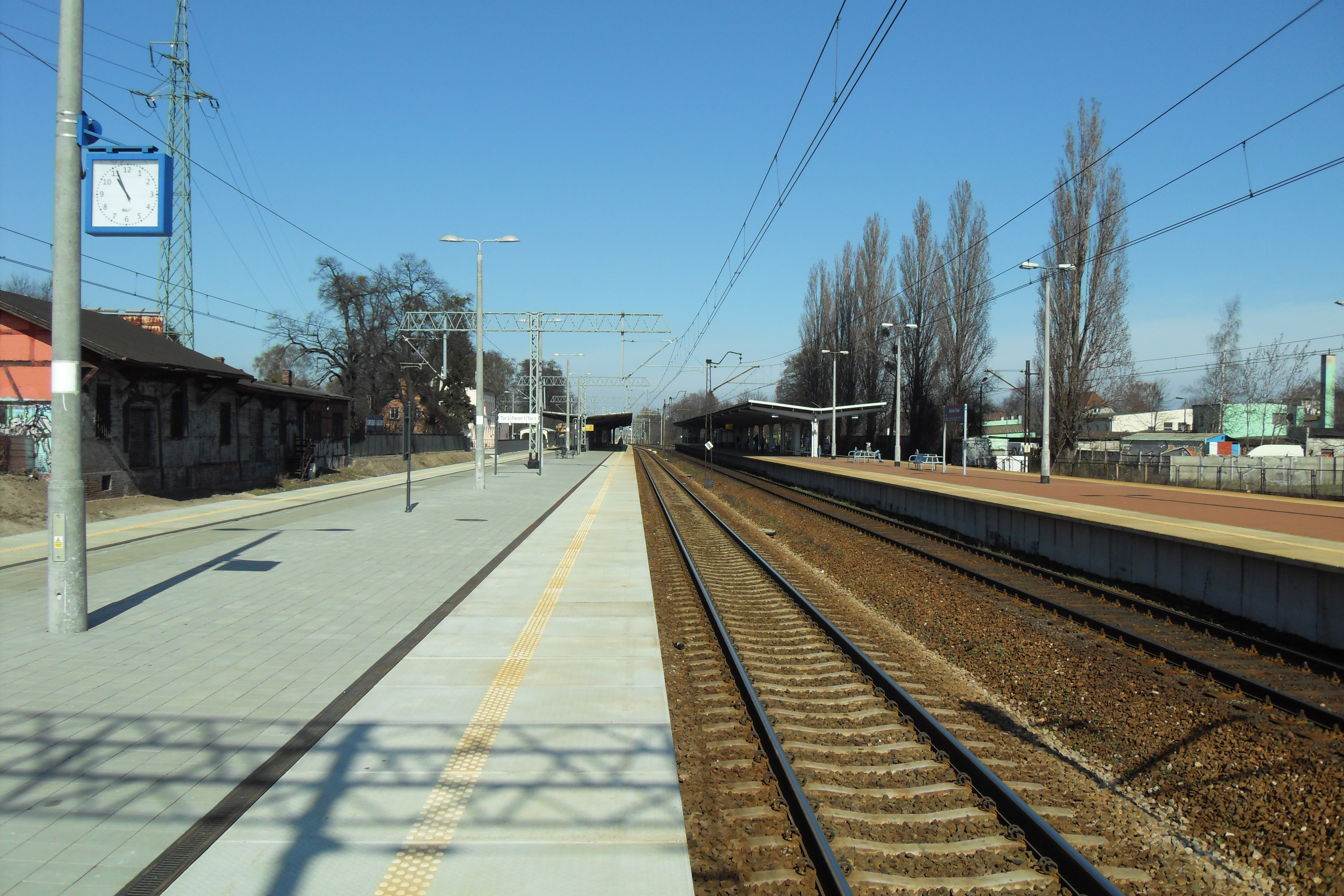
Tor główny

Tor główny – tor na stacji, po którym możliwy jest ruch pociągów. W przeciwieństwie do torów bocznych po których wykonuje się jazdy manewrowe, a jazda pociągów jest zasadniczo zakazana.
Tory główne dzielą się na:
- tory główne zasadnicze (stanowiące przedłużenie torów szlakowych)
- tory główne dodatkowe